# Ruta Estatal de Nevada 773
La Ruta Estatal de Nevada 773, y abreviada SR 773 (en inglés: Nevada State Route 773) es una carretera estatal estadounidense ubicada en el estado de Nevada. La carretera inicia en el Sur desde la SR 264     en Fish Lake Valley hacia el Norte en la US 6     en Coaldale. La carretera tiene una longitud de 16,9 km (10.496 mi).

## Mantenimiento
Al igual que las autopistas interestatales, y las rutas federales y el resto de carreteras estatales, la Ruta Estatal de Nevada 773 es administrada y mantenida por el Departamento de Transporte de Nevada por sus siglas en inglés Nevada DOT.